# Lyon Open 2017
Lyon Open 2017, oficiálním názvem Open Parc Auvergne-Rhône-Alpes Lyon 2017, byl tenisový turnaj pořádaný jako součást mužského okruhu ATP World Tour, který se odehrával v Parku Zlaté hlavy na otevřených antukových dvorcích. Probíhal mezi 21. až 27. květnem 2017 ve francouzském Lyonu jako premiérový ročník turnaje.
Turnaj s rozpočtem 540 310 eur patřil do kategorie ATP World Tour 250. Nejvýše nasazeným hráčem ve dvouhře se stal šestý tenista světa Milos Raonic z Kanady. Jako poslední přímý účastník do hlavní singlové soutěže nastoupil moldavský 83. hráč žebříčku Radu Albot.
V kalendáři ATP World Tour nahradil v témže termínu hraný nicejský Open de Nice Côte d’Azur.
První titul z antuky a patnáctý kariérní vyhrál Francouz Jo-Wilfried Tsonga, jenž třetí trofejí sezóny vyrovnal již během května kariérní maximum z roku 2009. Premiérovou společnou trofej ze čtyřhry získala argentinsko-kanadská dvojice Andrés Molteni a Adil Shamasdin.

## Rozdělení bodů a finančních odměn

### Rozdělení bodů
| Soutěž  | vítězové | finalisté | semifinalisté | čtvrtfinalisté | 16 v kole | 32 v kole | Q  | Q3 | Q2 | Q1 |
| ------- | -------- | --------- | ------------- | -------------- | --------- | --------- | -- | -- | -- | -- |
| dvouhra | 250      | 150       | 90            | 45             | 20        | 0         | 12 | 6  | 0  | 0  |
| čtyřhra | 250      | 150       | 90            | 45             | 0         | —         | —  | —  | —  | —  |

### Finanční odměny
| Soutěž                              | vítězové | finalisté | semifinalisté | čtvrtfinalisté | 16 v kole | 32 v kole | Q | Q2     | Q1     |
| dvouhra                             | €85 945  | €45 265   | €24 520       | €13 970        | €8 230    | €4 875    | — | €2 195 | €1 100 |
| čtyřhra                             | €26 110  | €13 730   | €7 440        | €4 260         | €2 490    | —         | — | —      | —      |
| částka ve čtyřhře je uvedena na pár |          |           |               |                |           |           |   |        |        |

## Mužská dvouhra

### Nasazení
| Stát                           | Hráč                  | ATP | Nasazení |
| ------------------------------ | --------------------- | --- | -------- |
| Kanada                         | Milos Raonic          | 6.  | 1.       |
| Francie                        | Jo-Wilfried Tsonga    | 12. | 2.       |
| Česko                          | Tomáš Berdych         | 13. | 3.       |
| Austrálie                      | Nick Kyrgios          | 18. | 4.       |
| Francie                        | Gilles Simon          | 31. | 5.       |
| Argentina                      | Juan Martín del Potro | 34. | 6.       |
| Chorvatsko                     | Borna Ćorić           | 41. | 7.       |
| Francie                        | Benoît Paire          | 44. | 8.       |
| Žebříček ATP k 15. květnu 2017 |                       |     |          |

### Jiné formy účasti
Následující hráči obdrželi divokou kartu do hlavní soutěže:
- Tomáš Berdych
- Juan Martín del Potro
- Gilles Simon

Následující hráči postoupili do hlavní soutěže z kvalifikace:
- Čong Hjon
- Kyle Edmund
- Gastão Elias
- Nicolás Kicker

Následující hráči postoupili z kvalifikace jako tzv. šťastní poražení:
- Quentin Halys
- Renzo Olivo
- Tennys Sandgren

### Odhlášení
před zahájením turnaje
- Steve Darcis → nahradil jej  Tennys Sandgren
- Marcel Granollers → nahradil jej  Quentin Halys
- Nicolas Mahut → nahradil jej  Renzo Olivo

## Mužská čtyřhra

### Nasazení
| Stát                                                                                    | Hráč           | Stát       | Hráč              | ATP | Nasazení |
| --------------------------------------------------------------------------------------- | -------------- | ---------- | ----------------- | --- | -------- |
| Chorvatsko                                                                              | Ivan Dodig     | Španělsko  | Marcel Granollers | 31. | 1.       |
| Francie                                                                                 | Fabrice Martin | Kanada     | Daniel Nestor     | 53. | 2.       |
| Rakousko                                                                                | Oliver Marach  | Chorvatsko | Mate Pavić        | 69. | 3.       |
| USA                                                                                     | Brian Baker    | Chorvatsko | Nikola Mektić     | 74. | 4.       |
| Žebříček ATP k 15. květnu 2017; číslo je součtem žebříčkového postavení obou členů páru |                |            |                   |     |          |

### Jiné formy účasti
Následující páry obdržely divokou kartu do hlavní soutěže:
- Džívan Nedunčežijan /  Christopher Rungkat
- Benoît Paire /  Thomas Paire

## Přehled finále

### Mužská dvouhra
- Jo-Wilfried Tsonga vs.  Tomáš Berdych, 7–6(7–2), 7–5

### Mužská čtyřhra
- Andrés Molteni /  Adil Shamasdin vs.  Marcus Daniell /  Marcelo Demoliner, 6–3, 3–6, [10–5]